# ブータン王立保険公社
ブータン王立保険公社（ぶーたんおうりつほけんこうしゃ、略称：RICB）は、ブータンの首都ティンプーに本部を置く保険公社。1975年1月7日、第4代国王のジグミ・シンゲ・ワンチュクの勅許により、保険や金融やサービスの提供を通じて同国の経済発展を促進する目的で設立された。生命保険や損害保険、信用供与のほか、農村生命保険やドゥクユル国民生命保険などの社会保障サービスを提供している。